# Submetralhadora Arsenal
A submetralhadora Arsenal M23 (em estoniano: Arsenali püstolkuulipilduja, também conhecida como Arsenal Tallinn) é uma submetralhadora estoniana fabricada entre 1926 e 1935.
Estas submetralhadoras foram projetadas e produzidas na fábrica de armamentos militares da Arsenal em Karjamaa, Tallinn, mas a produção não ultrapassou as 600 unidades. A arma foi equipada para o cartucho Browning de 9x20 mm semi-aro para ser compatível com a munição da pistola FN M1903, que havia sido adotada pelo Exército da Estônia anteriormente. A submetralhadora operava no sistema blowback e era essencialmente parecida á MP18 inicial (MP18.I): Possuía uma coronha de madeira, revestimento do cano com ranhuras e uma alimentação horizontal do carregador pelo lado esquerdo; Um carregador de coluna único, excepcionalmente fino, com 40 cartuchos, algo que levou a problemas frequentes de alimentação da munição; e aletas de resfriamento que foram usinadas longitudinalmente ao longo do cano para promover o fluxo de ar de resfriamento durante o disparo, complicando desnecessariamente a sua produção e uso.
A submetrelhadora foi utilizada pelas unidades de apoio ao combate da Guarda de Fronteira, Liga de Defesa da Estônia e das Forças de Defesa da Estônia. A submetralhadora acabaria por ser substituída do serviço estoniano em 1938, pela pela submetralhadora finlandesa Suomi KP/-31. O Exército estoniano vendeu algumas amostras para a as forças militares da Letônia, com todas as restantes unidades indo parar nas mãos das forças republicanas da Guerra Civil Espanhola.

## Usado por
- Estónia
- Letónia
- Segunda República Espanhola[3]